# Велике Доле-при-Темениці
Велике Доле-при-Темениці (словен. Velike Dole pri Temenici) — поселення в общині Іванчна Гориця, Осреднєсловенський регіон, Словенія. Висота над рівнем моря: 336,2 м.